# L2 (album)
L2 è il secondo album in studio del rapper italiano Luchè, pubblicato il 9 giugno 2014 dalla Roccia Music.

## Descrizione
Uscito a due anni di distanza dal precedente L1, l'album è il primo dell'artista ad essere stato pubblicato attraverso l'etichetta discografica indipendente di Marracash e Shablo. In anticipazione al disco, Luchè ha pubblicato i videoclip per i brani GVNC, Infame, Tutto può succedere (versione in seguito modificata in quanto caratterizzata da un campionamento di Siamo soli di Vasco Rossi, che non lo aveva autorizzato) e Sporco napoletano.

## Tracce
1. Bang Bang – 3:53
2. Sporco napoletano – 3:49
3. Tutto può succedere – 3:20
4. Skit – 0:29
5. Che vuoi da me – 3:38
6. Piango dentro – 3:12
7. Non credo più (feat. Corrado) – 5:54
8. GVNC (feat. Marracash) – 4:05
9. Nulla è cambiato – 4:29
10. Infame – 2:59
11. Ghetto Memories (feat. Achille Lauro) – 4:57
12. Non immaginerò (feat. Da Blonde) – 3:30
13. Il mio successo (feat. Clementino) – 3:13
14. Chi è Luchè – 3:58
15. Lieto fine – 4:30
16. La transizione – 3:43
17. Sporco napoletano RMX (feat. Fuossera) – 3:49

## Classifiche
| Classifica (2014) | Posizione massima |
| ----------------- | ----------------- |
| Italia            | 24                |